# Частота сердечных сокращений
Частота́ серде́чных сокраще́ний (ЧСС, ткж. частота ритма) — физическая величина, получаемая в результате измерения числа сердечных систол в единицу времени. Традиционно измеряется в единицах: «число ударов в минуту» (уд/мин), — хотя в соответствии с СИ следовало бы измерять в герцах.
ЧСС используется в медицинской и спортивной практике как физиологический показатель нормального ритма сердцебиения и является важным признаком для первичного различения нормального ритма сердца и разнообразных нарушений ритма сердца (аритмий). Определяется также максимально допустимая частота сердечных сокращений.

## Методы измерения
Методы измерения регистрации ЧСС в основном совпадают с методами регистрации вариабельности сердечного ритма.
Количественную оценку ЧСС обычно получают при помощи измерения количества пульсовых ударов в минуту или по количеству желудочковых комплексов на электрокардиограмме.
В соответствии с ГОСТом, «регистрирующий прибор для измерения зависимости частоты сердечных сокращений от времени» следует называть ритмокардиограф и такие записи следует называть ритмокардиограммами (недопустимыми считаются названия «тахокардиограф», «кардиотахограф», «кардиоциклограф»).

## Конвенциональные соглашения

### Нормальный регулярный синусовый ритм
Правильным, или регулярным, синусовым ритмом принято называть ритм сердца, который в пределах наблюдения задаётся только активностью синусового узла (СУ). Правильный ритм синусового узла принято называть нормальным синусовым ритмом, если он попадает в диапазон 60—90 ударов в минуту. Небольшие колебания значений ЧСС, менее 0,1 секунды, считаются нормальной (физиологической) синусовой аритмией, связанной с естественной вариабельностью ритма сердца; их не считают нарушением ритма сердца.
При помощи фармакологического воздействия (например, при сочетанном использовании обзидана и атропина) во время проведения функциональных тестов оказывается возможным измерить истинный ритм синусового узла (ИРСУ), то есть ЧСС при собственном автоматизме синусового узла без регуляторных воздействия на него.
«Собственная» ЧСС у здорового человека при измерении ИРСУ оказывается обычно выше той, которая существует в условиях покоя; считается, что это свидетельствует о существенном преобладании парасимпатических влияний на синусовый узел; ИРСУ равен приблизительно 80-100 импульсов в минуту. И наоборот, высокая ЧСС в покое может отражать повышенную активность симпатической, на сниженную активность парасимпатической нервной системы, или на сочетание этих двух состояний. Мгновенные значения ЧСС не могут в полной мере отражать изменения симпато-вагусного взаимодействия, так как подвержены большому числу иных влияний, и потому для изучения автономной активности используется вариабельность сердечного ритма.
ЧСС зависит от возраста, пола и внешних факторов. У новорождённых она составляет от 120 до 140 ударов в минуту и с возрастом снижается. У мужчин частота сокращений сердца на 5—10 ударов меньше, чем у женщин. «Средняя частота сердечных сокращений в состоянии покоя равна приблизительно 70 ударам в минуту у здоровых взрослых людей, у детей она значительно выше. Во время сна ЧСС уменьшается на 10—20 ударов в минуту, а во время эмоционального возбуждения или мышечной активности может достигать значений, превышающих 100 ударов в минуту. У хорошо тренированных спортсменов в состоянии покоя ЧСС обычно составляет всего лишь 50 ударов в минуту». Во время сна у атлетов может в норме быть менее 45 ударов в минуту.
Иные отклонения от нормального регулярного синусового ритма считаются нарушением ритма сердца, то есть аритмиями.

### Аритмический регулярный синусовый ритм
Регулярный синусовый ритм с ЧСС более 100 уд/мин определяется как синусовая тахикардия.
У взрослых частота ритма при синусовой тахикардии редко превышает 160 уд/мин; однако у молодых людей при максимальной физиологической или фармакологической стимуляции нормальный синусовый узел способен возбуждаться с частотой более 180 уд/мин, и только во время максимальной физической нагрузки частота может достигать 200 уд/мин.
Максимальные ЧСС обычно находятся в диапазоне 200—220 ударов в минуту, хотя встречаются некоторые крайние случаи, когда ЧСС может достигать более высоких значений. С возрастом способность генерировать максимальные показатели снижается; приблизительные оценки возрастного максимума ЧСС можно получить, вычтя возраст человека из 220: например, можно ожидать, что у 40-летнего индивида ЧСС достигнет максимального показателя приблизительно 180, а у 60-летнего — 160 уд/мин.
У здоровых лиц синусовая тахикардия наблюдается во время физической нагрузки, пищеварения, при эмоциях (радость, страх) и т. п.

### Аритмический нерегулярный синусовый ритм
Среди нерегулярных видов синусового ритма, обобщённо обозначаемых как дисфункция (слабость) синусового узла, выделяют: 1) брадикардия, 2) остановка, 3) нерегулярность, 4) хронотропная некомпетентность, 5) блокада выхода из синусового узла.
Более редкий ритм синусового узла называют синусовой брадикардией. При синусовой брадикардии редко бывает ниже 40 в минуту.
Остановка синусового узла может приводить к прекращению синусового ритма и к автоматии предсердно-желудочкового узла с возникновением брадикардии более выраженной: при этом ЧСС 40—65 ударов в минуту. Выраженных гемодинамических нарушений при этом может не возникать, и потому без ЭКГ различить виды брадикардии оказывается весьма затруднительно.
Патологической синусовая аритмия (нерегулярность) считается при разнице на ЭКГ между соседними РР в 0,12 с и более.
Хронотропная некомпетентность определяется при ЧСС ниже 90—100 уд/мин на пике нагрузки.

## Физиологические механизмы

### Автоматизм
Ритмичная работа сердца обеспечивается способностью специализированных клеток сердца вырабатывать потенциалы действия при отсутствии внешних раздражителей; такую способность возбудимых тканей в физиологии называется автоматизмом.

### Физиологическая роль
Основная физиологическая роль ЧСС состоит в поддержании величины минутного объёма кровотока на уровне, адекватном актуальным потребностям организма.
Сердечный выброс — это количество крови, которое сердце прокачивает в минуту. Он может изменяться при изменении частоты ударов сердца (то есть частоты сердечных сокращений) или объёма крови, выталкиваемого из одного желудочка за одно сокращение (систолический объём, СО). Математически сердечный выброс можно представить в виде их произведения:
Сердечный выброс = ЧСС × СО.
Постоянная тахикардия может выступать в качестве компенсаторного механизма для увеличения сердечного выброса при уменьшенном ударном (систолическом) объёме из-за значительного поражения миокарда (например, при инфаркте миокарда).
Однако притом ЧСС является также и одним из важнейших факторов, определяющих потребность миокарда в кислороде, которая повышается при тахикардии, — что может привести к развитию ишемии миокарда. И, наоборот, урежение ЧСС может существенно повышать порог ишемии.
ЧСС может быть важным фактором в патогенезе коронарного атеросклероза: экспериментально показано, что урежение ЧСС приводило к меньшему атеросклеротическому поражению сосудов, чем при частом ритме.

### Нормальная регуляция
Деятельность сердца регулируется комплексом воздействий со стороны метаболитов, гуморальных факторов и нервной системы.
«Способность сердца к адаптации обусловлена двумя типами регуляторных механизмов:
1. внутрисердечной регуляцией (такая регуляция связана с особыми свойствами самого миокарда, благодаря чему она действует и в условиях изолированного сердца) и
2. экстракардиальной регуляцией, которую осуществляют эндокринные железы и вегетативная нервная система».

#### Внутрисердечная регуляция
В качестве примера внутрисердечной саморегуляции можно привести механизм Франка — Старлинга в результате действия которого ударный объём сердца увеличивается в ответ на увеличение объёма крови в желудочках перед началом систолы (конечный диастолический объем), когда все остальные факторы остаются неизменными. Физиологическое значение этого механизма заключается в основном в поддержании равенства объёмов крови, проходящей через левый и правый желудочек. Косвенно этот механизм может влиять и на ЧСС.
Работа сердца существенно модифицируется также и на уровне локальных интракардиальных (кардиально-кардиальных) рефлексов, замыкающихся в интрамуральных ганглиях сердца.
По сути дела внутрисердечные рефлекторные дуги — часть метасимпатической нервной системы. Эфферентные нейроны являются общими с дугой классического парасимпатического рефлекса (ганглионарные  нейроны), представляя единый «конечный путь» для афферентных влияний  
сердца и эфферентной импульсации по преганглионарным эфферентным волокнам блуждающего нерва. Внутрисердечные рефлексы обеспечивают «сглаживание» тех изменений в деятельности сердца, которые возникают за счет механизмов гомео- или гетерометрической саморегуляции, что  необходимо для поддержания оптимального уровня сердечного выброса.

#### Экстракардиальная регуляция
Сердце может быть эффекторным звеном рефлексов, зарождающихся в сосудах, внутренних органах, скелетных мышцах и коже; все эти рефлексы выполняются на уровне различных отделов вегетативной нервной системы, и рефлекторная дуга их может замыкаться на любом уровне, начиная от ганглиев и до гипоталамуса..
Так, рефлекс Гольтца проявляется брадикардией, вплоть до полной остановки сердца, в ответ на раздражение механорецепторов брюшины; рефлекс Данана — Ашнера проявляется урежением ЧСС при надавливании на глазные яблоки; и т. д..
Расположенный в продолговатом мозге сосудодвигательный центр, являющийся частью вегетативной нервной системы, получает сигналы от различных рецепторов: проприорецепторов, барорецепторов и хеморецепторов, — а также стимулы от лимбической системы. В совокупности эти входные сигналы обычно позволяют сосудодвигательному центру достаточно точно регулировать работу сердца через процессы, известные как сердечные рефлексы.
В качестве примера рефлексов сосудодвигательного центра можно привести барорефлекс (рефлекс Циона — Людвига): при повышении артериального давления увеличивается частота импульсации барорецепторов, а сосудодвигательный центр уменьшают симпатическую стимуляцию и увеличивают парасимпатическую стимуляцию, что приводит, в частности, и к уменьшению ЧСС; и, наоборот, по мере снижения давления скорость срабатывания барорецепторов уменьшается, и сосудодвигательный центр увеличивает симпатическую стимуляцию и снижает парасимпатическую, что приводит, в частности, и к увеличению ЧСС.
Существует аналогичный рефлекс, называемый предсердным рефлексом или рефлексом Бейнбриджа, в котором задействованы специализированные барорецепторы предсердий.
Волокна правого блуждающего нерва иннервируют преимущественно правое предсердие и особенно обильно СУ; вследствие этого влияния со стороны правого блуждающего нерва проявляются в отрицательном хронотропном эффекте, т. е. уменьшают ЧСС..
К экстракардиальной регуляции относят также гормональные влияния. Так, гормоны щитовидной железы (тироксин и трийодтиронин) усиливают сердечную деятельность, способствуя более частой генерации импульсов, увеличению силы сердечных сокращений и усилению транспорта кальция; тироидные гормоны повышают и чувствительность сердца к катехоламинам — адреналину, норадреналину.
В качестве примера воздействия метаболитов можно привести воздействие повышенной концентрации ионов калия, которая оказывает на сердце влияние, подобное действию блуждающих нервов: избыток калия в крови вызывает урежение ритма сердца, ослабляет силу сокращения, угнетает проводимость и возбудимость.

## Патофизиологическая интоксикация
Интоксикация (отравление) различными веществами может приводить к нарушению нормального ритма сердца; так, например, ведут
- к тахикардии: алкоголь, никотин, атропин;
- к брадикардии:
  - желтуха, уремия,
  - инфекции (брюшной тиф и др.);
  - медикаментозные (гликозиды, бета-блокаторы, резерпин, гуанетидин, хинидин, морфин);
  - отравление грибами.

## Клиническая значимость
Значимость ЧСС для клинической медицины невелика: отличить нормальный регулярный синусовый ритм от любого его нарушения. Затем для более точного диагноза приходится использовать иные методы, — в первую очередь электрокардиографию.
Вместе с тем, оценка вариабельности ритма сердца позволяет проводить донозоологическую (доврачебную) диагностику.
Было выявлено, что ЧСС имеет самостоятельное значение как прогностический фактор для оценки риска развития и осложнённого течения ишемической болезни сердца (ИБС). Показано, что риск смерти от всех причин резко возрастал у лиц с ЧСС в покое более 84 уд/мин, причём летальность среди обследованных с ЧСС от 90 до 99 уд/мин была в три раза выше, чем у лиц с ЧСС менее 60 уд/мин, независимо от пола и этнической принадлежности. Обнаружена почти линейная зависимость между снижением ЧСС и уменьшением летальности: урежение ЧСС на каждые 10 уд/мин уменьшает летальность на 15—20 %.

### Книги
1. 1 2

### Статьи
1. 1 2 3 4 5 6 7 8